# 澤田崇
澤田 崇（さわだ たかし、1991年5月26日 - ）は、熊本県菊池郡菊陽町出身のプロサッカー選手。Jリーグ・V・ファーレン長崎所属。ポジションはフォワード（FW）。

## 来歴
ドリブル突破を武器とし、高校時代には熊本県立大津高等学校のメンバーとして（Jリーグ入りした同期に藤嶋栄介、圍謙太朗、谷口彰悟、坂田良太、松本大輝、古賀鯨太郎がいる）。2年次には全国高校サッカー選手権大会でベスト8進出、3年次には全国高校総体優秀選手に選出された。大学は中央大学に進学し学友会サッカー部に入部。デンソーカップチャレンジの関東選抜に選出されるなど活躍した。
2014年、出身地熊本県をホームとするJ2・ロアッソ熊本に加入。第2節・松本山雅FC戦にて途中出場によりプロデビューを果たした。その後スタメンに定着し、ドリブルを武器に9ゴールを挙げる活躍を見せた。その活躍が認められる形で、2015年にJ1・清水エスパルスに完全移籍。
2017年、V・ファーレン長崎に完全移籍。同年は40試合に出場し、チーム3位の出場時間（3476分）を記録しチームのJ1昇格の立役者となった。自身3年振りのJ1でのプレーとなった2018年はチームは最下位となり1年でのJ2降格となったが、リーグ戦全試合に出場し、シーズン無警告・無退場を達成。同年ではフィールドプレイヤーとして唯一のフェアプレー個人賞を受賞した。
2019年5月1日、結婚。

## 所属クラブ
- 熊本アクアSC
- 菊陽町立菊陽中学校
- 2007年 - 2009年 熊本県立大津高等学校
- 2010年 - 2013年 中央大学
- 2014年 ロアッソ熊本
- 2015年 - 2016年 清水エスパルス
- 2017年 - V・ファーレン長崎

## 個人成績
| 国内大会個人成績 | 国内大会個人成績 | 国内大会個人成績 | 国内大会個人成績 | 国内大会個人成績 | 国内大会個人成績 | 国内大会個人成績 | 国内大会個人成績 | 国内大会個人成績 | 国内大会個人成績 | 国内大会個人成績 | 国内大会個人成績 |
| 年度             | クラブ           | 背番号           | リーグ           | リーグ戦         | リーグ戦         | リーグ杯         | リーグ杯         | オープン杯       | オープン杯       | 期間通算         | 期間通算         |
| 年度             | クラブ           | 背番号           | リーグ           | 出場             | 得点             | 出場             | 得点             | 出場             | 得点             | 出場             | 得点             |
| 日本             | 日本             | 日本             | 日本             | リーグ戦         | リーグ戦         | リーグ杯         | リーグ杯         | 天皇杯           | 天皇杯           | 期間通算         | 期間通算         |
| ---------------- | ---------------- | ---------------- | ---------------- | ---------------- | ---------------- | ---------------- | ---------------- | ---------------- | ---------------- | ---------------- | ---------------- |
| 2014             | 熊本             | 20               | J2               | 40               | 9                | -                | -                | 1                | 0                | 41               | 9                |
| 2015             | 清水             | 14               | J1               | 7                | 1                | 4                | 1                | 1                | 0                | 12               | 2                |
| 2016             | 清水             | 14               | J2               | 7                | 0                | -                | -                | 3                | 0                | 10               | 0                |
| 2017             | 長崎             | 19               | J2               | 40               | 5                | -                | -                | 1                | 0                | 41               | 5                |
| 2018             | 長崎             | 19               | J1               | 34               | 3                | 0                | 0                | 1                | 0                | 35               | 3                |
| 2019             | 長崎             | 19               | J2               | 35               | 3                | 1                | 0                | 1                | 1                | 37               | 4                |
| 2020             | 長崎             | 19               | J2               | 26               | 2                | -                | -                | -                | -                | 26               | 2                |
| 2021             | 長崎             | 19               | J2               | 36               | 3                | -                | -                | 1                | 0                | 37               | 3                |
| 2022             | 長崎             | 19               | J2               | 36               | 3                | -                | -                | 0                | 0                | 36               | 3                |
| 2023             | 長崎             | 19               | J2               | 36               | 3                | -                | -                | 0                | 0                | 36               | 3                |
| 2024             | 長崎             | 19               | J2               | 23               | 1                | 5                | 0                | 3                | 2                | 31               | 3                |
| 2025             | 長崎             | 19               | J2               |                  |                  |                  |                  |                  |                  |                  |                  |
| 通算             | 日本             | 日本             | J1               | 41               | 4                | 4                | 1                | 2                | 0                | 47               | 5                |
| 通算             | 日本             | 日本             | J2               | 279              | 29               | 6                | 0                | 10               | 3                | 295              | 32               |
| 総通算           | 総通算           | 総通算           | 総通算           | 320              | 33               | 10               | 1                | 12               | 3                | 342              | 37               |

- J1初出場 - 2015年4月29日 1st第8節 モンテディオ山形戦（IAIスタジアム日本平）
- J1初得点 - 2018年3月3日 第2節 サガン鳥栖戦（トランスコスモススタジアム長崎）
- J2初出場 - 2014年3月9日 第2節 松本山雅FC戦 (うまかな・よかなスタジアム)
- J2初得点 - 2014年3月22日 第4節 大分トリニータ戦 (うまかな・よかなスタジアム)

## タイトル

### 個人別
- Jリーグ フェアプレー個人賞（2018年）
- 全国高校総体 優秀選手（2009年）

## 選抜・代表歴
- 関東選抜A
  - デンソーカップチャレンジ（2013年）
- 関東選抜B
  - デンソーカップチャレンジ(2012年）